# راویز لاوان
راویز لاوان (انگلیسی: Rawez Lawan؛ زادهٔ ۴ اکتبر ۱۹۸۷) بازیکن فوتبال اهل سوئد است.
از باشگاه‌هایی که در آن بازی کرده‌است می‌توان به باشگاه فوتبال مالمو، باشگاه فوتبال نورشوپینگ، و باشگاه فوتبال نورشلان اشاره کرد.
وی همچنین در تیم‌های ملی فوتبال زیر ۲۱ سال سوئد بازی کرده‌است.